# Turbilhão dos Prazeres
Turbilhão dos Prazeres é um filme brasileiro de sexo explícito realizado na Boca do Lixo de São Paulo em 1987 e dirigido por J.B. Rodrigues.

## Sinopse
Um anjo fêmea que cai na terra a fim de ajudar pessoas com frustração sexual.

## Elenco
- Solange Dumont ... anjo
- Anão Chumbinho
- Oswaldo Cirillo
- Márcia Ferro
- Rosari Graziosi
- Sílvio Júnior
- Oasis Minniti
- Karina Miranda